# Philip Davis
Philip Davis (* 30. července 1953) je anglický herec a režisér, který hrál v mnoha filmech a seriálech. Během své kariéry napsal a režíroval několik dramat.

## Filmografie
- The Old Curiosity Shop (1975)
- Profesionálové (1977)
- Quadrophenia (1979)
- Scum (1979)
- Grown-Ups (1980)
- Bergerac (1981)
- Pink Floyd: The Wall (1982)
- The Bounty (1984)
- Robin Hood (1985-6)
- High Hopes (1988)
- The Firm (1989)
- Skulduggery (1989) director and writer
- Inspector Morse: Absolute Conviction (1992)
- Vetřelec 3 (1992)
- In the Name of the Father (1993)
- Moving Story (1994-5)
- ID (1995) a režisér
- Tajnosti a lži (1996)
- Prime Suspect 5: Errors of Judgment (1996) director
- Different for Girls (1996)
- Photographing Fairies (1997)
- Face (1997)
- Real Women (1998) director
- Births, Marriages and Deaths (1999)
- Hold Back the Night (1999) director
- North Square (2000)
- Fields of Gold (2002)
- Nicholas Nickleby (2002)
- Rose and Maloney (2002, 2004–2005)
- White Teeth (2002)
- The Safe House (2002)
- Wall of Silence (2004)
- The Baby Juice Express (2004)
- Vera Drake (2004) nominován na cenu BAFTA za vedlejší roli
- Casanova (2005)
- Bleak House (2005)
- Agatha Christie's Marple: Sleeping Murder (2006 TV)
- Notes on a Scandal (2006)
- Secret Life (2007)
- Five Days (2007)
- Kasandřin sen (2007)
- Vraždy v Midsomeru (2007)
- Inspector George Gently (2007)
- All About Me (2007)
- Lark Rise to Candleford (2008)
- Ashes to Ashes (2008)
- The Curse of Steptoe (2008) - Wilfrid Brambell
- Pán času - The Fires of Pompeii (2008)[1][2] - Lucius Petrus Dextrus
- Whitechapel (2009–2013)
- Dead Man Running (2009)
- Desperate Romantics (2009)
- Collision (2009)
- Sherlock - "A Study in Pink" (pilot 2009, episode 2010) - Taxi Driver (Jeff)[3]
- Another Year (2010)
- The Big I Am (2010) - Stubbs
- My Family (2010) - Carl
- Brighton Rock (2010) - Spicer
- Outside Bet (2011)
- Merlin (2011) - Gleeman
- Case Histories - Episode 1 (2011) - Theo Wyre
- Silk (2012, 2014) - Mickey Joy
- Fast Girls (2012)
- Being Human (2013) - Captain Hatch
- Having You (2013), directed by Sam Hoare.[4]
- Death in Paradise - Episode 8 (2014)